# Теорема Харкорта

Теорема Харкорта

Теорема Харкорта — это формула в геометрии для площади треугольника как функции длин сторон и расстояний от вершин треугольника до произвольной прямой, касательной к вписанной в треугольник окружности.
Теорема названа именем Дж. Харкорта, ирландского профессора.

## Утверждение
Пусть треугольник задан своими вершинами A, B и C, противоположные вершинам стороны имеют длины a, b и c, площадь равна K и прямая касается вписанной в треугольник окружности в произвольной точке. Обозначим расстояния от вершин треугольника до прямой через a ', b ' и c ', при этом, если вершина и центр окружности лежат по разные стороны от прямой, расстояние считается отрицательным. Тогда
{\displaystyle aa^{\prime }+bb^{\prime }+cc^{\prime }=2K.}

## Вырожденный случай
Если касательная прямая содержит одну из сторон треугольника, то два расстояния равны нулю и формула упрощается до формулы треугольника — удвоенная площадь равна произведению основания на высоту.

## Обобщение
- Если прямая касается вневписанной окружности противоположной, скажем, вершине A треугольника, то[3]

{\displaystyle -aa^{\prime }+bb^{\prime }+cc^{\prime }=2K.}
- Если на касательную к кругу радиуса x, концентрическому с вписанным кругом, опустить из вершин треугольника перпендикуляры {\displaystyle d_{A},d_{B},d_{C}}, то [4].

{\displaystyle ad_{A}+bd_{B}+cd_{C}\ =2px}.
- В частности, если x=r, где r -радиус вписанного круга, то мы имеем теорему Харкорта.

## Свойство двойственности
Если a', b', c'  вместо расстояния до произвольной касательной к вписанной окружности обозначают расстояния от сторон до произвольной точки, равенство
{\displaystyle aa^{\prime }+bb^{\prime }+cc^{\prime }=2K}
остаётся верным.